# Christopher Ward (Dirigent)

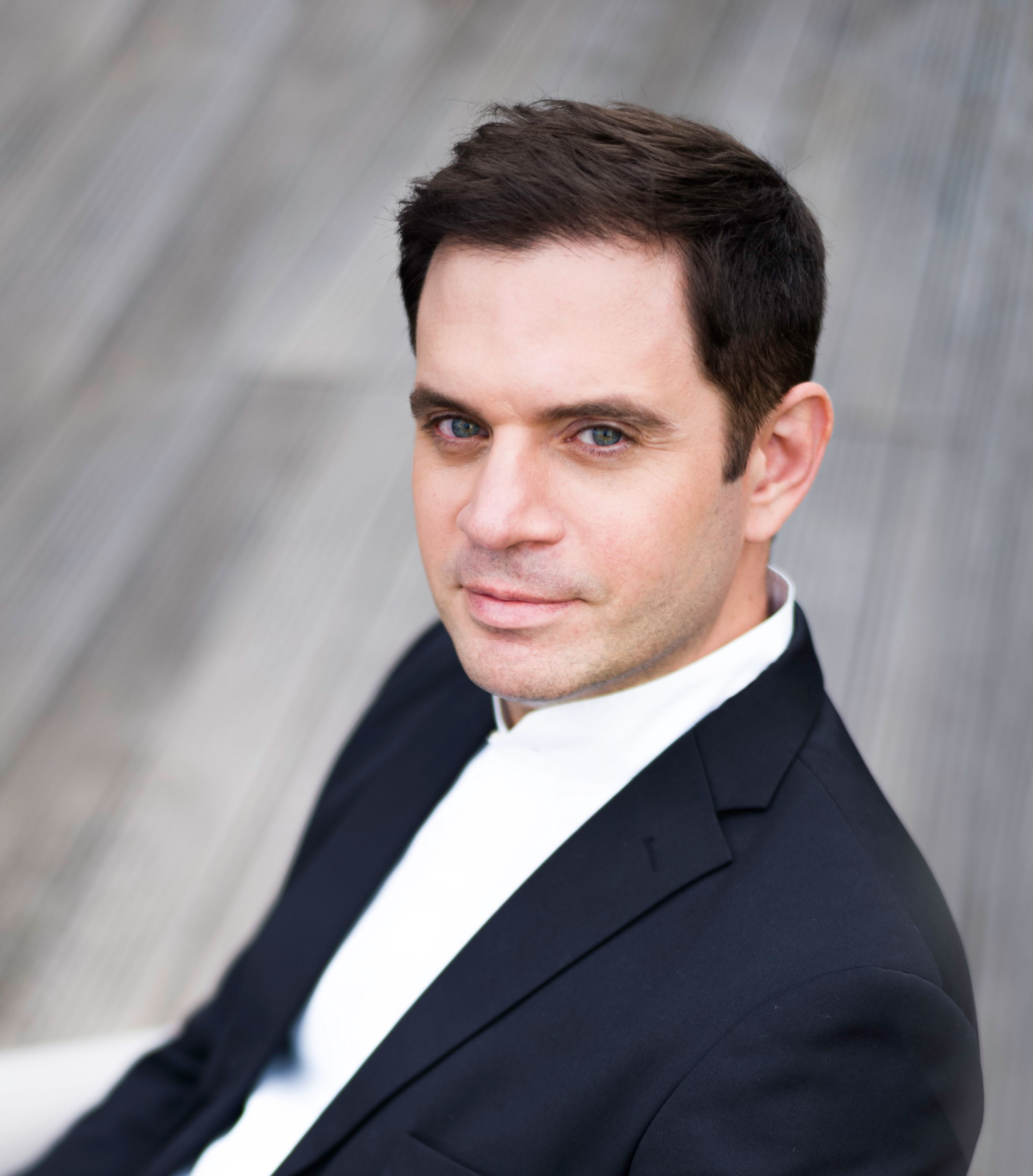
Christopher Ward

Christopher Ward (* 18. März 1980 in London) ist ein britischer Dirigent und derzeit Generalmusikdirektor der Stadt Aachen und des Theaters Aachen.

## Werdegang
Christopher Ward, 1980 in London geboren, studierte an der Tonbridge School, der Oxford University und der Guildhall School of Music and Drama, und wurde Stipendiat an der Scottish Opera und der Royal Scottish Academy of Music and Drama in Glasgow.
2004 war er Mitglied des Internationalen Opernstudios Zürich, bevor er 2005 als Kapellmeister und Solorepetitor ans Staatstheater Kassel wechselte. Er arbeitete an einem breiten Repertoire, leitete mehrere Neuproduktionen, dirigierte das Staatsorchester Kassel in einer Reihe von Konzerten und leitete das jährliche Theaterjugendorchester. 2006 assistierte er Sir Simon Rattle mit den Berliner Philharmonikern bei Wagners DAS RHEINGOLD, zuerst in Aix-en-Provence, dann in Berlin und Salzburg (Osterfestspiele 2007). 
2009 wurde Christopher Ward an der Bayerischen Staatsoper Kapellmeister und Assistent von Kent Nagano. Er übernahm die musikalische Leitung von verschiedenen Neuproduktionen – unter anderem Uraufführungen von Eötövos DIE TRAGÖDIE DES TEUFELS, Ronchettis NARRENSCHIFFE und Srnkas MAKE NO NOISE (Ensemble Modern, Eröffnung der Münchner Opernfestspiele 2011) – und leitete sowohl Konzerte des Staatsorchesters als auch der Orchesterakademie, der Opernstudios der Bayerischen Staatsoper und La Scala, Milan.
2014 wurde er 1. Kapellmeister am Saarländischen Staatstheater. Hier dirigierte er Neuproduktionen von Webers DER FREISCHÜTZ, Verdis SIMON BOCCANEGRA, RIGOLETTO und NABUCCO, Dvořáks RUSALKA, Ravels L'ENFANT ET LES SORTILÈGES und DAPHNIS ET CHLOÉ, Rimsky-Korsakovs DER GOLDENE HAHN, Rameaus PLATÉE, Obsts SOLARIS und Haas' BLUTHAUS sowie eine Reihe von Wiederaufnahmen, Balletten und Sinfoniekonzerten.
Als Gastdirigent dirigierte Christopher Ward an der Staatsoper Hamburg, der Deutschen Oper am Rhein, der Komischen Oper, der Oper Graz, am Salzburger Landestheater, an der Staatsoper Prag, am Nationaltheater Prag, am Slowakischen Nationaltheater, am Staatstheater Braunschweig, am Staatstheater Mainz, am Staatstheater Darmstadt und am Theater Bremen, und leitete Konzerte unter anderem mit der Staatskapelle Halle, den Bremer Philharmonikern, dem Staatsorchester Braunschweig und dem Oldenburgischen Staatsorchester. Außerdem dirigierte er Uraufführungen bei den Internationalen Musikfestspielen Prager Frühling und den Bregenzer Sommerfestspielen und übernahm 2019 kurzfristig die Uraufführung von Jörg Widmanns BABYLON für einen indisponierten Daniel Barenboim an der Staatsoper Unter den Linden, Berlin.
Mit den Labels Naxos und Capriccio hat er in Zusammenarbeit mit dem Rundfunk Sinfonieorchester Berlin, dem Gürzenich-Orchester Köln, dem ORF Radio-Sinfonieorchester Wien, der Deutschen Staatsphilharmonie Rheinland-Pfalz und dem Sinfonieorchester Aachen eine Reihe renommierter CDs aufgenommen, die mehrere Opus Klassik-Nominierungen erhalten haben.
Christopher Ward ist seit 2018 Generalmusikdirektor des Theaters Aachen. Hier hat er in zahlreichen Produktionen und Konzerten innovative Programmideen verfolgt, das musikalische Niveau weiterentwickelt (unter anderem Bergs WOZZECK, Verdis LA FORZA DEL DESTINO, Bizets CARMEN, Purcells KING ARTHUR and Puccinis LA BOHÈME) und tritt regelmäßig mit dem Sinfonieorchester Aachen in der Kölner Philharmonie und im Amsterdamer Concertgebouw auf. Neben dem Schwerpunkt auf zeitgenössischer Musik hat sich aus dem Orchester heraus auch ein Barockensemble entwickelt, das ausschließlich auf historischen Instrumenten spielt. Mehrere CDs haben internationale Aufmerksamkeit erregt, darunter Weltersteinspielungen der Musik von Leo Blech. Es besteht eine kontinuierliche Beziehung zu Deutschlandfunk Kultur und dem WDR. 
Christopher Ward trat mit dem Orchester auch in zwei Langfilmen auf, darunter Fatih Akins Kassenschlager RHEINGOLD.
Im Januar 2025 gab Ward bekannt, dass er seinen bis 2026 laufenden Vertrag nicht verlängern werde.